# Fanés
Fanés, starořecky Φανης, latinsky Phanes, je řecké stvořitelské božstvo objevující se v orfických textech. Nejčastěji byl ztotožňován s Erótem, ale někdy též s Diem či bohyní Métis, a byl též nazýván Protogonos („Prvorozený“), Érikepaios nebo Bromios. Jeho jméno znamená „ten kdo první zazářil“ či „ten kdo dal stvoření světlo“. Mýtus o Fanovi se podobá védskému mýtu o tom, jak Kála („Čas“) zrodil Pradžápatiho, stvořitele světa, který se podle některých podání také zrodil z vejce.

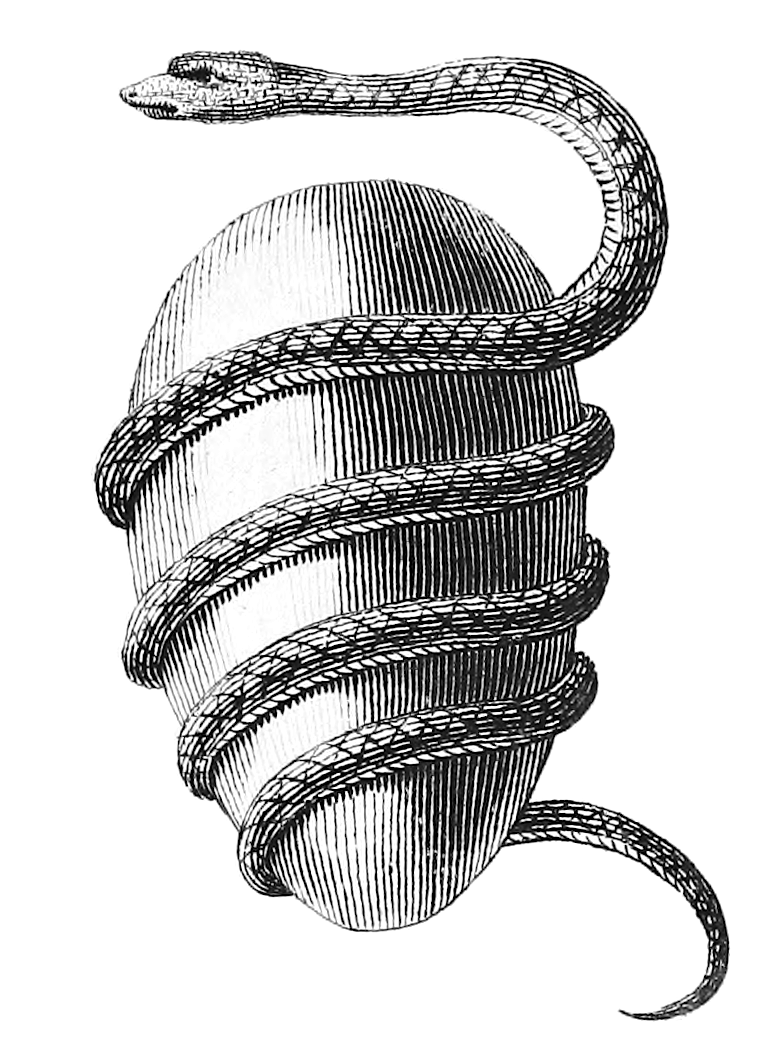
Kresba kosmického vejce od Jacoba Bryanta (1774)

Podle dochovaných zlomků orfického theogonického textu označovaného jako orfické rapsodie existoval na počátku Chronos („Čas“), který s Adrásteiou („Nevyhnutelnou“) zplodil Aithér a Chaos. V Aithéru Chronos poté vytvořil jasně bílé vejce, z kterého se zrodil oboupohlavní Fanés se zlatými křídly a čtyřma očima. Fanés následně stvořil svět a stal se jeho vládcem, a zároveň stvořil i lidstvo. Taktéž zrodil svoji dceru jménem Nyx („Noc“), která po něm převzala vládu. Dalšími vládci světa byli Úranos a Kronos a nakonec Zeus, který Fana spolkl a spolu s ním veškerá stvoření, včetně lidí zlatého věku. Poté Zeus s pomocí Nykty stvořil svět znovu.
Orfické náboženství bylo činné ještě dlouho poté v Římské říši až do nástupu křesťanství, kde v důsledku pozdních monoteistických představ synkreticky splývalo s jinými kulty. Fanes byl tak zřejmě ztotožňován s dalšími předními bohy ostatních kultů. Řecky psaný nápis nalezený v Římě (CIMRM 475) je věnován božstvu Zeus-Hélios-Mithras-Fanes. Shodně hovoří řečtí filosofové Theon ze Smyrny a Zenobius o osmi prvcích stvoření, ale zatím co u Theona je sedmým prvkem Fanes, tak u Zenobia zaujímá shodné místo sluneční bůh Mithras (pocházející původně z Íránu). Tentýž bůh na dochovaných reliéfech ze svatyní (mithraeum) z Trevíru (CIMRM 860) a od Hadriánovy zdi (CIMRM 985) užívá ikonografii totožnou s Fanesovou, tj. orfické vejce i znamení zvířetníku.[zdroj?]